# Ti West
Timon C. West (Wilmington, Delaware, 5 de octubre de 1980), más conocido como Ti West, es un cineasta estadounidense, reconocido por su trabajo en el género del terror. Ha dirigido las películas The Roost (2005), The House of the Devil (2009), The Innkeepers (2011), The Sacrament (2013), el wéstern El valle de la venganza (2016) y la saga de terror formada por X, Pearl (ambas de 2022) y MaXXXine (2024), ganando por Pearl el premio a mejor director en el Festival de Cine de Sitges. También ha actuado en varias películas y series de televisión, especialmente bajo la dirección de Joe Swanberg.

## Filmografía

### Cine y televisión
| Año        | Título                      | Rol      | Rol      | Rol    | Rol       | Rol        | Rol   | Rol         | Notas        |
| Año        | Título                      | Director | Escritor | Editor | Productor | Fotografía | Actor | Papel       | Notas        |
| ---------- | --------------------------- | -------- | -------- | ------ | --------- | ---------- | ----- | ----------- | ------------ |
| 2001       | Prey                        | Sí       | Sí       | Sí     | Sí        | Sí         |       |             | Cortometraje |
| 2001       | The Wicked                  | Sí       | Sí       | Sí     | Sí        | Sí         |       |             | Cortometraje |
| 2005       | The Roost                   | Sí       | Sí       | Sí     |           |            | Sí    | Profesor    |              |
| 2007       | Trigger Man                 | Sí       | Sí       | Sí     | Sí        | Sí         |       |             |              |
| 2009       | The House of the Devil      | Sí       | Sí       | Sí     |           |            | Sí    | Profesor    |              |
| 2009       | Cabin Fever 2: Spring Fever | Sí       | Sí       |        |           |            |       |             |              |
| 2011       | The Innkeepers              | Sí       | Sí       | Sí     | Sí        |            |       |             |              |
| 2011       | You're Next                 |          |          |        |           |            | Sí    | Tariq       |              |
| 2011       | Silver Bullets              |          |          |        |           |            | Sí    | Ben         |              |
| 2012       | V/H/S                       | Sí       | Sí       | Sí     | Sí        |            |       |             |              |
| 2012       | The ABCs of Death           | Sí       | Sí       |        |           |            |       |             |              |
| 2012       | All the Light in the Sky    |          |          |        |           |            | Sí    | Director    |              |
| 2013       | Drinking Buddies            |          |          |        |           |            | Sí    | Dave        |              |
| 2013       | The Sacrament               | Sí       | Sí       | Sí     | Sí        |            |       |             |              |
| 2015       | Scream                      | Sí       |          |        |           |            |       |             | 1 episodio   |
| 2015       | South of Hell               | Sí       |          |        |           |            |       |             | 1 episodio   |
| 2016       | In a Valley of Violence     | Sí       | Sí       | Sí     | Sí        |            |       |             |              |
| 2016       | Wayward Pines               | Sí       |          |        |           |            |       |             | 2 episodios  |
| 2017       | Outcast                     | Sí       |          |        |           |            |       |             | 1 episodio   |
| 2017       | The Exorcist                | Sí       |          |        |           |            |       |             | 1 episodio   |
| 2019       | The Passage                 | Sí       |          |        |           |            |       |             | 1 episodio   |
| 2019       | Chambers                    | Sí       |          |        |           |            |       |             | 2 episodios  |
| 2019       | The Resident                | Sí       |          |        |           |            |       |             | 1 episodio   |
| 2019       |                             |          |          |        |           |            |       |             |              |
| Soundtrack | Sí                          |          |          |        |           |            |       | 2 episodios |              |
| 2020       | Tales from the Loop         | Sí       |          |        |           |            |       |             | 1 episodio   |
| 2021       | Them                        | Sí       |          |        |           |            |       |             | 1 episodio   |
| 2022       | X                           | Sí       | Sí       | Sí     | Sí        |            |       |             |              |
| 2022       | Pearl                       | Sí       | Sí       | Sí     | Sí        |            |       |             |              |
| 2024       | MaXXXine                    | Sí       | Sí       | Sí     | Sí        |            |       |             |              |